# Lodovico Micara
Lodovico Micara (ur. 12 października 1775 w Frascati  – zm. 24 maja 1847 w Rzymie) – włoski duchowny, kardynał.

## Życiorys
Pochodził z Frascati. W wieku 18 lat wstąpił do zakonu kapucynów. W trakcie napoleońskiej okupacji terytoriów papieskich był więziony za odmowę odprawienia dziękczynnego nabożeństwa za zwycięstwa Napoleona. W marcu 1824 wybrany generałem zakonu kapucynów (pełnił tę funkcję przez sześć lat). Był kaznodzieją Domu Papieskiego. Kilka miesięcy później papież Leon XII mianował go kardynałem prezbiterem Santi Quattro Coronati, nominację tę ogłosił jednak dopiero dwa lata później. Mimo to nadal nosił habit i zamieszkiwał w konwencie zakonnym na Piazza Barberini. W 1837 uzyskał promocję do rangi kardynała biskupa Frascati. Subdziekan Św. Kolegium Kardynałów 1843-44. Prefekt Kongregacji ds. Obrzędów od listopada 1843. W 1844 został dziekanem Św. Kolegium Kardynalskiego i kardynałem biskupem Ostia e Velletri. Przewodniczył konklawe 1846. Nowy papież Pius IX mianował go legatem w prowincji Velletri. Zmarł rok później w Rzymie.